# Новомусино (Чишминський район)
Новому́сино (рос. Новомусино, башк. Яңы Муса) — село у складі Чишминського району Башкортостану, Росія. Входить до складу Новотроїцької сільської ради.
Населення — 222 особи (2010; 238 у 2002).
Національний склад:
- татари — 88 %